# Hans Beyer

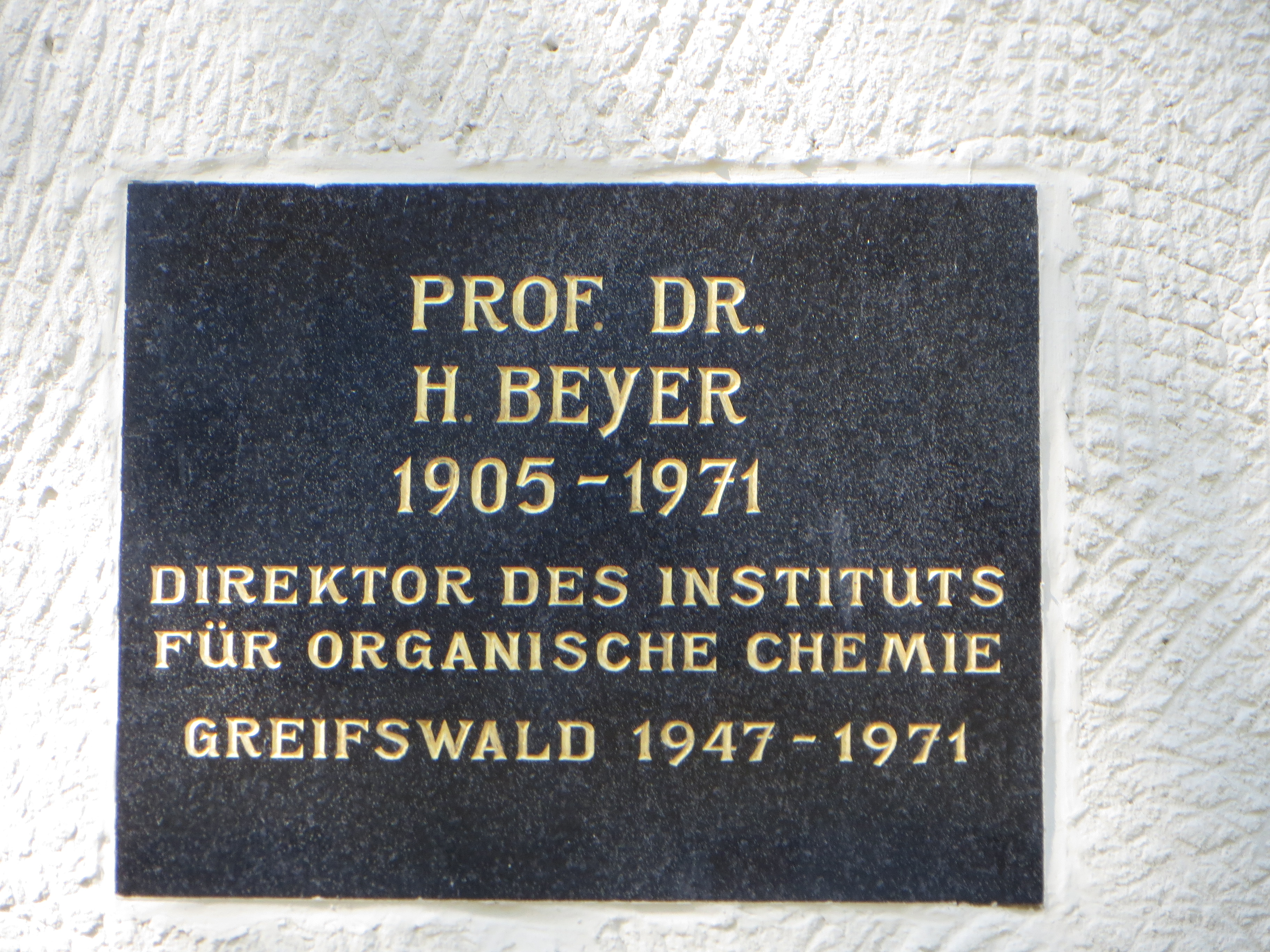
Gedenktafel in Greifswald

Hans Beyer (* 6. Oktober 1905 in Berlin; † 1. Februar 1971 in Ost-Berlin) war ein deutscher Chemiker und Professor.

## Leben
Nach dem Abitur an der Friedrichs-Werderschen Oberrealschule Berlin, wo bereits Friedrich Wöhler Chemielehrer gewesen war, studierte Hans Beyer Chemie und promovierte 1932 bei Hermann Leuchs. 1933 wurde er Mitglied der SA und trat zum 1. Mai desselben Jahres der NSDAP bei (Mitgliedsnummer 2.648.084). In Berlin habilitierte er sich 1939 bei Hermann Leuchs und wurde Dozent. Während des Zweiten Weltkriegs war er an der Ostfront und kam als Oberleutnant in Stalingrad in sowjetische Kriegsgefangenschaft. Dort wurde er Mitglied des Nationalkomitees Freies Deutschland (NKFD) und besuchte eine Antifa-Schule.
1947 wurde er entlassen und bekam eine Professur mit Lehrauftrag für organische Chemie in Greifswald. 1951 erhielt er dort einen Lehrstuhl für organische Chemie und war 1950 bis 1954 Rektor der Universität Greifswald. Für die Blockpartei NDPD, deren Mitglied er seit 1948 war, saß er von 1954 bis 1958 in der Volkskammer der DDR.
1961 bis 1963 war er Vorsitzender der Chemischen Gesellschaft der DDR.

## Werk
Sein Fachgebiet waren die Heterocyclen. Bekannt wurde er vor allem durch sein Lehrbuch der Organischen Chemie, das 1953 erstmals erschien. Beyer hatte den Wunsch, Ehrenfried Bulka mit der Fortsetzung des Werkes zu betrauen. Aufgrund der politischen Umstände war ihm dies letztlich nicht möglich, da die DDR-Führung 1971 allen Mitarbeitern des Instituts für Organische Chemie in Greifswald die weitere Mitarbeit an dem Werk untersagte. 
Ab 1971 wurde das Lehrbuch daher zunächst von Wolfgang Walter bis zu dessen Tod 2005 fortgeführt, nunmehr verantwortet Wittko Francke das Werk. Es hat inzwischen die 25. Auflage erreicht.

## Auszeichnungen
- Vaterländischer Verdienstorden in Silber, 1956
- Ernst-Moritz-Arndt-Medaille
- August-Kekulé-Medaille der Chemischen Gesellschaft der DDR 1965

## Werke
- Die Oxydations- und Bromierungsprodukte des Tetrahydrostrychnins und seiner Acetylderivate (Dissertation Berlin 1932)
- Über die Synthesen von aromatisch substituierten Säuren: ein Beitrag zur Friedel-Craftsschen Reaktion der Lactone und Säureanhydride  (Habilitation Berlin 1939)
- Lehrbuch der organischen Chemie (1. Aufl. 1953)